# 石田優
石田 優（いしだ まさる、1962年〈昭和37年〉5月2日 - ）は、日本の建設・国土交通官僚。復興庁顧問、第11代復興庁事務次官を歴任。

## 経歴
京都府京都市出身。洛星高等学校を経て、1986年3月に東京大学法学部を卒業。国家公務員採用Ⅰ種試験（法律）に合格し、1986年4月建設省入省。
2018年7月27日に国土交通省住宅局長に就任し、建築士事務所の業務報酬基準の改正に「業務報酬の算定に用いる略算表見直し」「業務難易度に応じた補正係数のパターン充実」「標準業務と標準外業務の区分明確化」という3つのポイントを挙げて意欲を示した。
2019年7月9日に復興庁統括官に就任し、2020年度末に設置期限を迎える復興庁の後継組織について必要な法制度の改正を検討する考えを表明した。
2020年7月21日に国土交通省総合政策局長に就任し、コロナ禍における非接触型の物流・人流が不可欠であることを強調し、また、自動車を排出源とする二酸化炭素の削減に注力すると説明した。
2021年7月1日、国土交通審議官に就任。
2022年6月28日、復興庁事務次官に就任。2023年7月4日、退官。同年11月東京海上日動火災保険顧問。
2024年4月1日、独立行政法人都市再生機構の理事長に就任。

## 年表
基本的な出典
- 1986年
  - 03月：東京大学法学部卒業
  - 04月：建設省入省
- 1992年07月：建設省関東地方建設局用地部用地第一課長
- 1994年04月：山形県企画調整部総合交通課長
- 1996年04月：山形県企画調整部企画調整課長
- 1998年
  - 04月：建設省大臣官房人事課長補佐
  - 07月：建設省大臣官房文書課長補佐
- 2000年
  - 07月：建設省大臣官房政策課長補佐
  - 12月：（併）建設省大臣官房人事課（総括政務次官付）
- 2001年
  - 01月：国土交通省大臣官房秘書課専門官（高橋一郎国土交通副大臣秘書官事務取扱）
  - 05月：国土交通省都市・地域整備局公園緑地課長補佐
  - 07月：国土交通省都市・地域整備局まちづくり課企画専門官
- 2002年07月：国土交通省都市・地域整備局企画課企画専門官
- 2003年
  - 04月：国土交通省都市・地域整備局企画課都市再生企画調整官
  - 07月：国土交通省都市・地域整備局総務課企画官
- 2004年07月：国土交通省大臣官房人事課企画官
- 2007年
  - 07月：国土交通省大臣官房付
  - 08月：国土交通省住宅局住宅企画官
- 2009年07月：内閣官房内閣参事官（内閣官房副長官補付）
- 2011年07月：国土交通省総合政策局官民連携政策課長
- 2012年09月：復興庁統括官付参事官（企画班）
- 2013年
  - 02月：国土交通省大臣官房付・復興庁統括官付参事官（企画班）
  - 08月：国土交通省大臣官房参事官（会計担当）
- 2014年07月：国土交通省大臣官房会計課長
- 2015年07月：国土交通省大臣官房審議官（住宅局担当）
- 2017年07月07日：国土交通省大臣官房総括審議官[11]
- 2018年07月27日：国土交通省住宅局長[12]
- 2019年07月09日：復興庁統括官[13][14]
- 2020年
  - 07月20日：国土交通省大臣官房付[15][16]
  - 07月21日：国土交通省総合政策局長[17]
- 2021年07月01日：国土交通審議官[18]
- 2022年06月28日：復興庁事務次官[1]
- 2023年0
  - 07月04日：復興庁顧問[19]
  - 11月：東京海上日動火災保険顧問
- 2024年04月01日：独立行政法人都市再生機構理事長[10]

## その他
趣味はドライブと熱帯魚飼育である

## 脚註
1. 1 2 3  "国交省人事異動（第60号）令和4年6月28日付" (PDF). 国土交通省. 2024年7月2日時点のオリジナル (PDF)よりアーカイブ。2024年8月27日閲覧。
2. 1 2 3  "石田優 国土交通省住宅局長の略歴書（令和元年7月2日時点）" (PDF). 山中理司. 2020年10月1日閲覧。
3. 1 2 3  "毎日フォーラム・霞が関フォーラム 京都府（上）". 毎日新聞. 2020年10月1日閲覧。
4. ↑  "国交省・石田優住宅局長が就任会見／18年度内に建築士業務報酬基準改正 [2018年9月27日1面]". 日刊建設工業新聞. 2020年10月1日閲覧。
5. ↑  "復興庁・石田優統括官／与党提言踏まえ後継組織検討／19年内に基本方針決定へ [2019年7月31日1面]". 日刊建設工業新聞. 2020年10月1日閲覧。
6. 1 2  "物流業界ニュース（物流・運送情報）". 富士物流. 2020年10月1日閲覧。
7. ↑  "国交次官に山田氏". 日本経済新聞. 2021年7月16日閲覧。
8. ↑  技監に吉岡氏　国交審に石田総政局長時事通信
2021年06月25日07時06分
9. ↑  “UR都市機構の新理事長に元国交省住宅局長の石田優氏 | 住宅新報web”. UR都市機構の新理事長に元国交省住宅局長の石田優氏 | 住宅新報web (2024年3月26日). 2024年5月18日閲覧。
10. 1 2  “役員一覧”. ＵＲ都市機構. 2024年5月18日閲覧。
11. ↑  "国交省人事異動（第63号）平成29年7月7日付" (PDF). 国土交通省. 2020年12月3日時点のオリジナル (PDF)よりアーカイブ。2021年7月16日閲覧。
12. ↑  "国交省人事異動（第76号）平成30年7月27日付" (PDF). 2022年4月2日時点のオリジナル (PDF)よりアーカイブ。2020年10月1日閲覧。
13. ↑  "国交省人事異動（第65号）令和元年7月9日付" (PDF). 国土交通省. 2020年8月1日時点のオリジナル (PDF)よりアーカイブ。2020年10月7日閲覧。
14. ↑  "復興庁人事異動令和元年7月9日付発令" (PDF). 復興庁. 2020年10月1日閲覧。
15. ↑  "復興庁人事異動令和2年7月20日付発令" (PDF). 復興庁. 2020年10月1日閲覧。
16. ↑  "国交省人事異動（第78号）令和元年7月20日付" (PDF). 国土交通省. 2022年4月2日時点のオリジナル (PDF)よりアーカイブ。2020年10月1日閲覧。
17. ↑  "国交省人事異動（第79号）令和2年7月21日付" (PDF). 国土交通省. 2022年4月2日時点のオリジナル (PDF)よりアーカイブ。2020年9月17日閲覧。
18. ↑  "国交省人事異動（第68号）令和3年7月1日付" (PDF). 国土交通省. 2022年6月4日時点のオリジナル (PDF)よりアーカイブ。2021年7月16日閲覧。
19. ↑  "復興庁人事異動 令和5年7月4日付発令" (PDF). 復興庁. 2023年7月10日閲覧。

| 官職          | 官職                                   | 官職          |
| ------------- | -------------------------------------- | ------------- |
| 先代 開出英之 | 復興庁事務次官 2022年 - 2023年         | 次代 角田隆   |
| 先代 野村正史 | 国土交通審議官 2021年 - 2022年         | 次代 林俊行   |
| 先代 蒲生篤実 | 国土交通省総合政策局長 2020年 - 2021年 | 次代 和田信貴 |
| 先代 伊藤明子 | 国土交通省住宅局長 2018年 - 2019年     | 次代 眞鍋純   |